# Dicranomyia (Dicranomyia) chimera
Dicranomyia (Dicranomyia) chimera is een tweevleugelige uit de familie steltmuggen (Limoniidae). De soort komt voor in het Oriëntaals gebied.